# María África Ibarra y Oroz
María África Ibarra y Oroz (Zaragoza, 5 de marzo de 1904-Madrid, 24 de febrero de 1996) fue una bibliotecaria e historiadora española, mayormente conocida por haber sido la directora de la biblioteca de la Real Academia de la Historia en Madrid y por sus publicaciones científicas sobre la mujer en la Edad Media, así como por sus ensayos sobre temática infantil.

## Trayectoria
María África Ibarra nació en Zaragoza, hija del historiador Eduardo Ibarra y Rodríguez, que fue catedrático, decano y vicerrector de la Universidad de Zaragoza. África estudió el bachiller en el Instituto de Zaragoza, posteriormente se trasladó a vivir a Madrid con su familia, donde estudió Historia en la Facultad de Filosofía y Letras de la Universidad Central.
Tras concluir sus estudios, María África Ibarra y Oroz opositó para el Cuerpo Facultativo de Archiveros, Bibliotecarios y Arqueólogos en 1930, donde ingresó como número tres de su promoción y en el que trabajó como funcionaria de cuarta categoría. En 1932, se doctoró en Filosofía y Letras con la tesis que llevaba por título Estudio diplomático de Pedro el Católico, Rey de Aragón y Conde de Barcelona (1196-1213).Comenzó a trabajar como bibliotecaria en la Biblioteca de la Real Academia de la Historia, en el año 1930. Tras la victoria del bando nacional y la instauración del nuevo régimen totalitario, pasó por el proceso de depuración de funcionarios, solicitando favorablemente su rehabilitación en el Cuerpo Facultativo de Archiveros, Bibliotecarios y Arqueólogos, asumiendo el destino anterior al conflicto civil. Durante la década de 1950 siguió en su puesto trabajando en la Biblioteca de la Real Academia de la Historia, escribiendo informes sobre publicaciones infantiles para el Ministerio de Educación. En ese periodo de tiempo, participó en el I Congreso Íbero-americano y Filipino de Archivos, Bibliotecas y Propiedad Intelectual que se realizó en Madrid. Su ponencia presentada llevaba por título Bibliotecas infantiles.En los años posteriores, María África Ibarra y Oroz alternó su trabajo en la Biblioteca con la publicación de ensayos de temática infantil, publicados en el Boletín de la Dirección General de Archivos y Bibliotecas. En 1961, toma la dirección de la Biblioteca de la Academia de la Historia junto con Juan Manuel Hernández Andrés.
Además, durante la dictadura franquista, codirigió junto con la historiadora Paulina Junquera el Gabinete de Lectura Santa Teresa de Jesús, cuya misión era orientar y criticar la literatura infantil y juvenil desde una concepción nacional-católica, y fue censora de la Inspección de Libros del gobierno dictatorial.  
En su faceta como investigadora cabe destacar dos ramas distintas. Por un lado, están los ensayos centrados en la biblioteconomía infantil. Así pues, en el año 1948, escribió un artículo llamado Necesitamos bibliotecas infantiles para el periódico Signo, bajo el seudónimo CRISOL  junto a Rosario de Altolaguirre. Asimismo, en 1956 publicó junto con María Isabel Niño Más, el artículo Bibliotecas infantiles: Instalación y funcionamiento. Mostrando con ello su implicación sobre la importancia de biblioteconomía infantil. Por otro lado, como historiadora publicó varios trabajos sobre las figuras femeninas medievales de Zaragoza y también investigó sobre la agricultura en tiempos de los Reyes Católicos, visitando para ello el Archivo General de Simancas. En 1973, participó en IX Congreso de Historia de la Corona de Aragón celebrado en Nápoles. Al año siguiente, en 1974, se jubiló de la Real Academia de la Historia a la edad de setenta años. Su última publicación fue la titulada Casamiento de la infanta Catalina Micaela, hija del rey de España Felipe II, con Carlos Manuel I, duque de Saboya, celebrado en Zaragoza en marzo de 1585. Lo presentó en el Congreso de Historia de la Corona de Aragón en 1976 (Zaragoza). 
María África Ibarra falleció en Madrid el 24 de febrero de 1996, a los 91 años.

## Reconocimientos
María África Ibarra y Oroz tuvo reconocimiento sobre su labor investigadora en vida, recibiendo el premio en 1974, de la Orden Civil de Alfonso X el Sabio .
Posteriormente, tras su fallecimiento también ha sido reconocida por su gran labor científica. Así pues, en marzo de 2019, el Gobierno de Zaragoza en Común propuso su nombre para una calle en el centro de Zaragoza dedicada al alcalde franquista Juan José Rivas Bosch, en cumplimiento de la Ley de Memoria Histórica y la Ley de Memoria Democrática de Aragón. La propuesta, impulsados por la Fundación 14 de abril, que denunció la presencia de calles de Zaragoza “de vestigios que rinden homenaje a militares o políticos afectos al golpe de Estado o al régimen franquista que conforme a la legislación y los principios que la informan es necesario remover y sustituir por otros más acordes a un régimen democrático”, iba a servir además para cambiar otros nombres por los de mujeres españolas pioneras en distintos ámbitos, como Jenara Vicenta Arnal Yarza, primera doctora en Ciencias Química, Ángela García de la Puerta, primera catedrática de Física y Química de instituto, Martina Bescós García, primera cardióloga, o Blanca Catalán de Ocón, primera botánica, entre otras. Sin embargo, en septiembre del mismo año, el Gobierno del Partido Popular con Ciudadanos aprobó la cancelación del procedimiento.
En 2020, fue incluida dentro del proyecto “Mujeres Investigadoras en los Archivos Estatales (1900-1970)” para la descripción archivística y creación de un micrositio específico en el Portal de Archivos Españoles (PARES), desarrollado entre 2020-2023. Este proyecto ha sido impulsado por la Subdirección General de Archivos Estatales, con el objetivo visibilizar la labor de investigación realizada en España por las mujeres en el intervalo 1900-1970 partiendo de los registros documentales que se conservan en los Archivos de Gestión de los AAEE del Ministerio de Cultura (el Archivo Histórico Nacional, el Archivo de la Corona de Aragón, el Archivo General de Simancas, el Archivo General de Indias, el Archivo de la Real Chancillería de Valladolid, el Archivo General de la Administración y el Centro de Información Documental de Archivos).